# Estación de Rorschach
La estación de Rorschach es la principal estación ferroviaria de la comuna suiza de Rorschach, en el Cantón de San Galo.

## Historia y ubicación

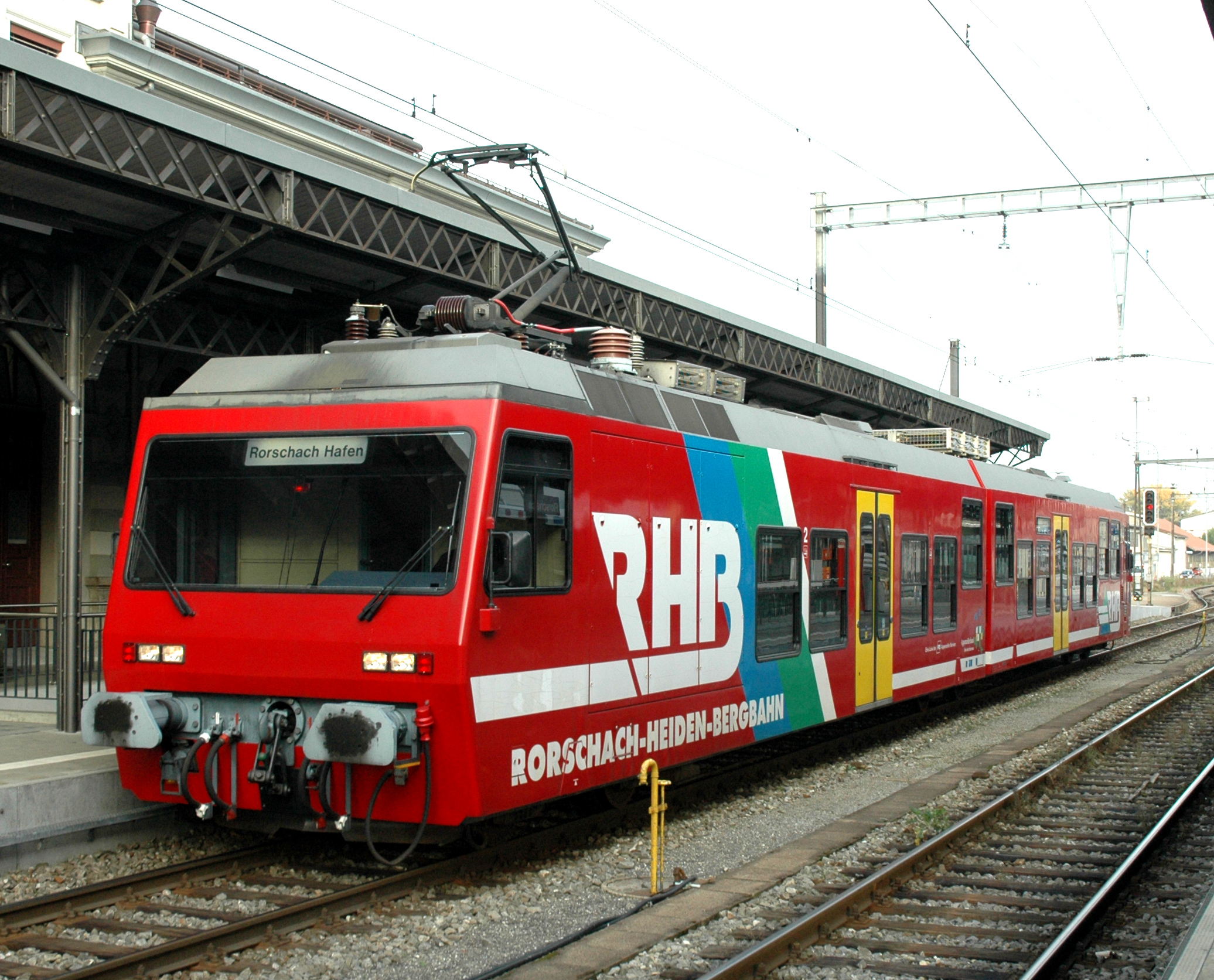
Automotor eléctrico en la estación realizando el servicio a Heiden

La estación de Staad fue inaugurada en 1856 con la apertura de la línea San Galo - Rorschach por parte del Sankt Gallisch-Appenzellischen Eisenbahn (S.G.A.E.). En 1857 se abrió el tramo Rorschach - Rheineck de la línea férrea Rorschach - Sargans por parte del Vereinigte Schweizerbahnen (VSB). En 1869 se puso en servicio el tramo Romanshorn - Rorschach de la Seelinie Schaffhausen - Rorschach por el Schweizerische Nordostbahn (NOB). En 1875 se produce la última inauguración ferroviaria en Rorschach con la apertura de la línea Rorschach - Heiden por el Rorschach–Heiden-Bergbahn (RHB), con la peculiaridad de ser un ferrocarril de cremallera. Las compañías S.G.A.E., VSB y NOB pasarían a ser absorbidas por los SBB-CFF-FFS en 1902. En 2006 la compañía RHB pasaría a integrarse en Appenzeller Bahnen (AB).
La estación se encuentra ubicada en el este de la zona centro del núcleo urbano de Rorschach. Cuenta con tres andenes, dos centrales y uno lateral a los que acceden cinco vías pasantes, a las que hay que añadir un par de vías pasantes más, numerosas vías toperas para el apartado y estacionamiento de material ferroviario, una playa de vías en el este de la estación destinada al mismo fin e incluso unos pequeños depósitos ferroviarios. En el oeste de la estación se bifurcan las líneas hacia San Galo y Romanshorn/Schaffhausen, y en el este se separa de la línea hacia Sargans la línea a Heiden.
En términos ferroviarios, la estación se sitúa en la línea San Galo - Rorschach, la línea Rorschach - Sargans, la línea Schaffhausen - Rorschach y en la línea Rorschach - Heiden. Sus dependencias ferroviarias colaterales son la estación de Rorschach Stadt hacia San Galo, la estación de Staad en dirección Sargans, la estación de Rorschach Hafen hacia Schaffhausen y el apeadero de Seebleiche en dirección Heiden.

## Servicios ferroviarios
Los servicios ferroviarios de esta estación están prestados por SBB-CFF-FFS y por Appenzeller Bahnen (AB):

### Regionales
- RE Rheintal Express San Galo - Rorschach - St. Margrethen - Altstätten - Buchs - Sargans - Bad Ragaz - Landquart - Chur.
- R Rorschach Hafen - Rorschach - Heiden.

### S-Bahn San Galo
En la estación efectúan parada los trenes de cercanías de cuatro líneas de la red S-Bahn San Galo:
- S 1 Wil – Gossau – San Galo – Rorschach - St. Margrethen – Altstätten
- S 2 (Wattwil) – Herisau – San Galo – Rorschach - St. Margrethen – Heerbrugg
- S 7 Rorschach - Romanshorn - Sulgen - Weinfelden
- S 8 (Schaffhausen –) Kreuzlingen – Romanshorn - Rorschach